# Krosno Odrzańskie
Krosno Odrzanskie [krɔsnɔ ɔdʐaɲsk ʲ ɛ] (germană Crossen an der Oder) este un oraș de pe malul estic al râului Oder, la confluența cu râul Bobr. Orașul se află în vestul Poloniei și are 12.500 de locuitori (2002), el fiind capitala județului Krosno. Orașul aparține de Voievodatul Lubusz (din 1999), anterior o parte a sa aparținea de Voievodatul Zielona Gora (1975-1998).

## Istorie
Orașul a fost menționat pentru prima dată cu numele de Crosno în anul 1005, când ducele Bolesław I al Poloniei a avut o fortăreață construită aici, cu ocazia unui conflict armat cu împăratul Henric al II-lea și cu Confederația Veleti. Datorită locației sale strategice, a jucat un rol important la frontiera de vest a Regatului Poloniei cu Sfântul Imperiu Roman în timpul a secolului al XI-lea și al XIII-lea. În 1163, Krosno a fost parte a Ducatului Silezia condus de Bolesław I of Poland rege din Dinastia Piast de la Wrocław. În 1201 a primit de charter orașului de Bolesław fiul lui Ducelui Henric I. Henric a ridicat un castel de piatră la Krosno, unde a murit în 1238 și în care văduva sa, Hedwig de Andechs s-a refugiat în anul 1241 la invazia mongolă în Europa. Când Ducatul Wrocław a fost în cele din urmă împărțit în anul 1251, orașul a devenit parte al nou creatului Ducat Głogów sub Conrad I.
Orașul și-a schimbat deseori tutela administrativă, astfel, cândva, a fost dat ca plată pentru soldații Casei de Ascania. În momentul când ultimul Duce de Piast, Henric al XI-lea din Głogów a murit în anul 1476, văduva lui, Barbara de Hohenzollern, fiica electorului Albert Ahile de Brandenburg, a moștenit teritoriul Crossen.

## Cronologie 1005-1482
- 1005 - Prima mențiune scrisă a orașului
- 1015 - Bătălia de la Krosno Odrzanskie
- 1138 - după moartea lui Boleslaw, Krosno Odrzańskie este parte a districtului Silezia
- 1238 - la castelul de la Krosno moare Henric I Bărbosul
- 1241 - la Legnica  este ucis Henry al II-lea cel Pios
- secolul al XIII-lea și al XV-lea - orașul aparține de Ducatul de Głogów
- 1317 - orașul cade în mâinile Casei de Ascania
- 1476 - a murit ultimul prinț Głogowski Heinrich XI
- 1476-1482 - Războiul de succesiune Głogów
- 1477 - asediul orașului de către prințul Ioan al II-lea
- 1482 - orașul a intrat sub stăpânirea Margrafiatului de Brandenburg

## Cronologie 1483-2005
- Secolul al XVI-lea - mișcări protestante
- 1618-1648 - Războiul de 30 de ani, orașul este ocupat alternativ de suedezi și armata imperială
- 1701 - război cu Regatul Prusiei
- 1756-1763 - Războiul de șapte ani, Battle Sticks
- 23 iunie 1759 - rușii au ocupat orașul și l-au jefuit
- 1806 - trupele franceze au ocupat orașul
- 1813 - martie, în oraș intră trupele prințului Jozef Poniatowski, locuitorii orasului dau tribut Prințului
- Secolul al XIX-lea - începuturi industriale
- 1870 - crearea primei linii de cale ferată
- 1871 - Krosno în Imperiul German
- 1897 - este introdusă iluminarea cu gaz
- 1914 - se înființează un lagăr în primul război mondial
- 1919 - femei deținuțe în lagărul insurgenților Wielkopolska
- 20 februarie 1945 - Trupele sovietice au ocupat orașul csre-i distrus în proporție de 60-70%
- Mai 1945 - Polonia preia administrația orașului
- din 1945 - sunt strămutați polonezi din partea estică poloneză
- 2005 - Orașul și-a sărbătorit un mileniu de existență a cetății

## Personalități
- Georg Wenzeslaus von Knobelsdorff (1699-1753) pictor și arhitect
- Johann Friedrich Schönemann (1704-1782), director de teatru
- Christiane Becker-Neumann, (1778-1797), actriță
- Eduard Seler (1849-1922), antropolog, arheolog, philogian, și savant Mezoamerica
- Rudolf Pannwitz (1881-1969)
- Hans Egidi (1890-1976), fostul președinte al Curții
- Alfred Henschke ps.Klabund (1890-1928)
- Tomasz Kuszczak - jucător în echipa națională de fotbal și portarul lui Manchester United
- Aneta Pastuszka - canoist olimpic